# 奇奥马·阿琼瓦
奇奥马·阿琼瓦（Chioma Ajunwa，1970年12月25日—），尼日利亚女子田径和足球运动员。她曾代表尼日利亚参加1996年夏季奥林匹克运动会田径比赛，获得女子跳远金牌，成为第一位获得奥运金牌的尼日利亚人。

## 生平

### 早年生活
奇奥马出生于一个贫穷家庭，有六个哥哥和两个姐姐。父亲早逝，全家由母亲抚养长大。18岁时获得大学录取，但母亲无力支付其学费，于是放弃。

### 运动生涯
1980年代末成为田径运动员，主项为100米、200米和跳远。1989年参加了非洲田径锦标赛。1990年参加英联邦运动会田径比赛，获得女子4×100米接力铜牌。1991年参加全非运动会田径比赛，获得女子跳远金牌。
1991年随尼日利亚女子国家队参加国际足联女子世界杯，出场机会很少，后终止了短暂的足球生涯。
1992年因药检类固醇阳性，遭禁赛4年。1996年参加夏季奥林匹克运动会田径比赛，获得女子跳远金牌，成为第一位获得奥运金牌的尼日利亚人，其决赛成绩为7.12米。1997年参加世界室内田径锦标赛，获得女子跳远银牌。
2002年再次药检呈阳性，遭到终身禁赛。后从事国际象棋运动。

### 退役后
2010年参与反兴奋剂事业。